# 贾内尔·斯托克斯
贾内尔·德马库斯·斯托克斯（1994年1月7日—）為美國男子籃球運動員。

## 職業生涯
2017年7月27日，中国男子篮球职业联赛浙江金牛與斯托克斯簽約。2018年2月2日，浙江金牛提前終止與斯托克斯的合約。2019年2月12日，新疆飞虎啟用斯托克斯替換合約到期的哈米德·哈达迪。8月20日，新疆飞虎以190萬美元與斯托克斯續約。12月6日，新疆飞虎啟用埃里克·米卡替換斯托克斯。12月27日，新疆飞虎啟用斯托克斯替換埃里克·米卡。
2024年7月23日，韓國籃球聯賽高陽索諾天空槍手與斯托克斯簽約。然而斯托克斯不斷推遲入境韓國的時間，高陽索諾天空槍手已為斯托克斯更改四次機票，高陽索諾天空槍手9月11日要從韓國飛往臺灣進行移地訓練，斯托克斯當天並沒有飛抵韓國與高陽索諾天空槍手在機場會合。9月14日，高陽索諾天空槍手與斯托克斯終止合約關係，引進D·J·伯恩斯。9月19日，斯托克斯被韓國籃球聯賽禁賽兩個賽季。

## 外部連結
- 贾内尔·斯托克斯在fiba.basketball（英语）
- 贾内尔·斯托克斯在archive.fiba.com（archived）（英语）
- 贾内尔·斯托克斯在NBA（英语）
- 贾内尔·斯托克斯在NBA G聯盟（英语）
- 贾内尔·斯托克斯在Basketball-Reference.com（NBA）（英语）
- 贾内尔·斯托克斯在Basketball-Reference.com（NBA G聯盟）（英语）
- 贾内尔·斯托克斯在Basketball-Reference.com（國際）（英语）
- 贾内尔·斯托克斯在Sports-Reference.com（NCAA）（英语）
- 贾内尔·斯托克斯在ESPN（NBA）（英语）
- 贾内尔·斯托克斯在Eurobasket.com（球員）（英语）
- 贾内尔·斯托克斯在RealGM（英语）
- 贾内尔·斯托克斯在Proballers（英语）
- 贾内尔·斯托克斯在中国篮球数据库（新浪网）